# Gollu, Chik Ballapur
Gollu là một làng thuộc tehsil Chik Ballapur, huyện Kolar, bang Karnataka, Ấn Độ.